# Элулай
Элулай (Лули; финик. Lu-li-i, др.-греч. ’Ελουλαϊος, Λύλας; умер в 690-х до н. э.) — финикийский царь Сидона (733/732 — ок. 701 до н. э.) и Тира (ок. 727 — 690-е до н. э.).

## Биография

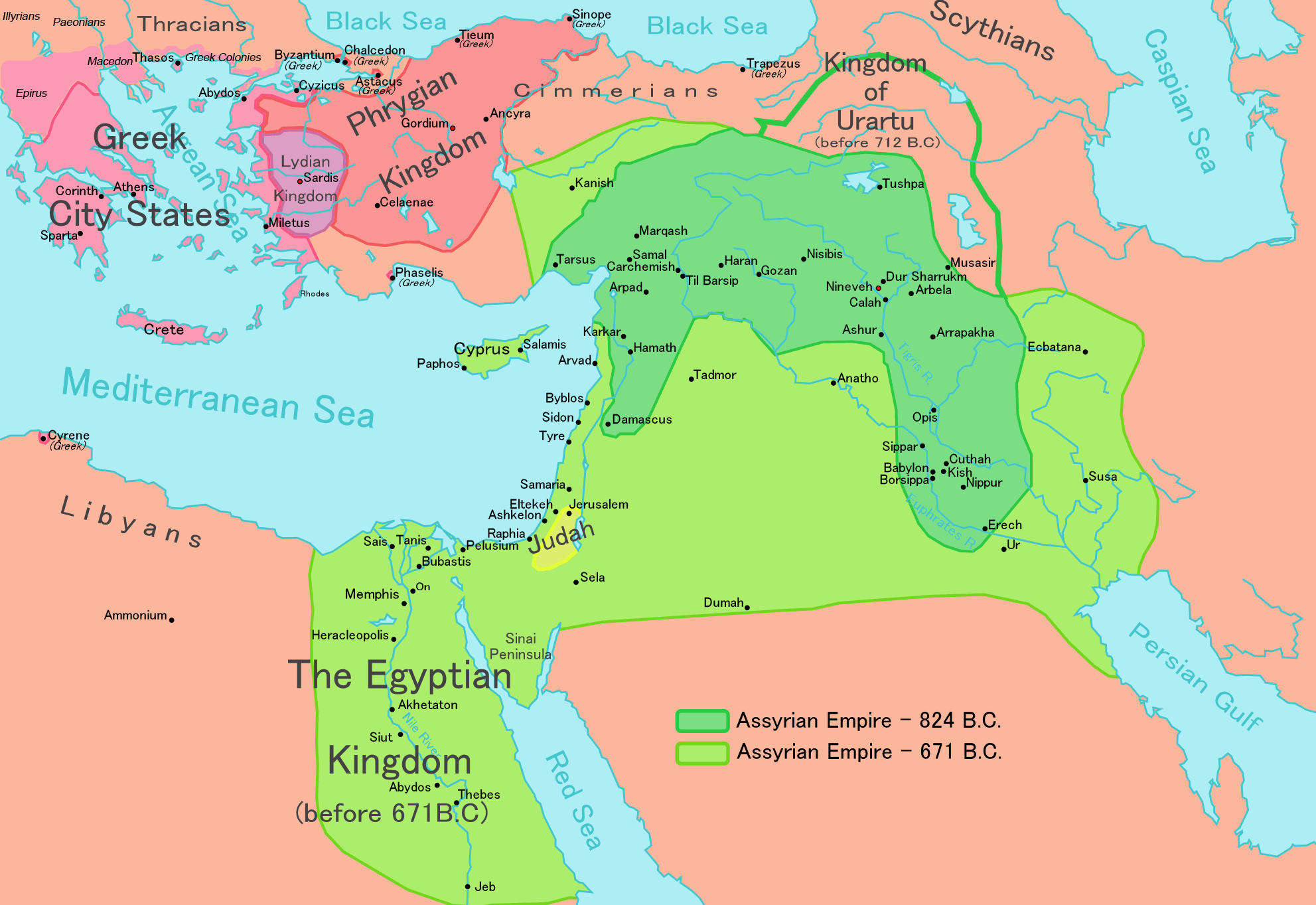
Тир и Сидон в составе Новоассирийского царства.

### Исторические источники
Наиболее подробные сведения об Элулае содержатся в источниках ассирийского происхождения: анналах и надписях. В них он упоминается под именем Лули. Об Элулае сообщается также в «Иудейских древностях» Иосифа Флавия, использовавшего в своей работе свидетельства, почерпнутые историком Менандром Эфесским в архивах Тира.

### Начало правления
Первые сведения об Элулае датируются концом 730-х годов до н. э. Тогда против царя Ассирии Тиглатпаласара III восстали несколько правителей Финикии, Леванта и Палестины: в том числе, царь Дамаска Ризон II, царь Тира и Сидона Хирам II и царь Израиля Факей. Их мятеж потерпел неудачу: ассирийская армия захватила Дамаск и атаковала Тир. Царь Хирам II был вынужден снова признать себя ассирийским данником. В наказание за непокорность Тиглатпалассар III отнял у Хирама II город Сидон и поставил здесь правителем Элулая.
Вероятно, около 730 года до н. э. Хирам II был свергнут Маттаном II. Тот занял тирский престол, но его правление было непродолжительным. Предполагается, что Маттан II умер не позднее 727 года до н. э., и после него власть над Тиром ассирийским царём Тиглатпаласаром III была передана Элулаю.
В ассирийских источниках упоминается о походе, организованном Элулаем на Кипр. Предполагается, что экспедиция была осуществлена ещё при Тиглатпаласаре III. Во время этого похода был подавлен мятеж, поднятый против власти тирского царя жителями Китиона, а сам город был разрушен.

### Отношения с Салманасаром V и Саргоном II

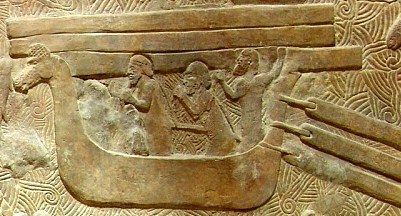
Перевозка древесины на финикийском корабле. Рельеф из дворца Саргона II в Дур-Шаррукине.

Несмотря на то, что Элулай все свои владения получил с согласия Тиглатпаласара III, начиная с первой половины 720-х годов до н. э. царь Тира и Сидона неоднократно восставал против власти ассирийских монархов.
В 727 году до н. э., сразу же после смерти Тиглатпаласара III, Элулай присоединился к антиассирийскому союзу, заключённому против царя Салманасара V. В нём также состояли египетский фараон Тахарка, царь Израиля Осия, а также некоторые другие правители Финикии и Леванта. Сначала Салманасар V попытался уладить дело миром, в 725 году до н. э. заставив Элулая и Осию снова признать себя верховным властителем и выплатить ему дань. Однако сразу же после этого те подняли восстание. Во время войны двенадцать тирских кораблей в морской битве разбили ассирийский флот из шестидесяти судов, предоставленных Салманасару V жителями Арвада и Библа. В этом сражении тирцы захватили 500 пленных и казнили их всех. Однако восставшие не смогли ничего противопоставить сухопутной армии Салманасара V: ассирийцы осадили Самарию, а вслед за тем был также осаждён Тир. Хотя осаждавшие полностью перекрыли доставку в Тир питьевой воды, находившиеся в городе колодцы помогли его жителям сопротивляться захватчикам целых пять лет. В течение этого времени все зависимые от тирского царя города на континенте (в том числе Сидон, Акко и Ушу) находились под властью Салманасара V, а их жители были вынуждены оказывать ассирийцам помощь в осадных работах. Об итогах осады в исторических источниках не сообщается. Предполагается, что в обмен на сохранение своих владений Элулай снова признал себя данником царя Ассирии. Вероятно, этим ассирийским монархом был уже Саргон II, вступивший на престол в 722 году до н. э. Тогда же ассирийцам сдалась и Самария. В наказание за непокорность Саргон II ликвидировал Северное Израильское царство, а 27 290 его жителей во главе с Осией переселил в отдалённые области Ассирии.
После примирения с Саргоном II Элулай снова восстановил свою власть над Сидоном, Акко и Ушу, и даже, возможно, перенёс в первый из них свою резиденцию.
Всё правление Саргона II царь Элулай сохранял верность этому ассирийскому правителю. Вероятно, при помощи тирцев ассирийцы совершили морской поход на Кипр и установили контроль над частью острова. Возможно, тогда же под власть Саргона II перешли и некоторые из кипрских владений Тира. Несмотря на это, Элулай не поддержал восстание, поднятое в 720 году до н. э. против ассирийцев царём Газы Ганноном и некоторыми другими владетелями. После же смерти Саргона II в 705 году до н. э. Элулай не только снова установил контроль над всеми тирскими владениями на Кипре, но и расширил их (в том числе, восстановив колонию в Китионе).

### Восстание против Синаххериба

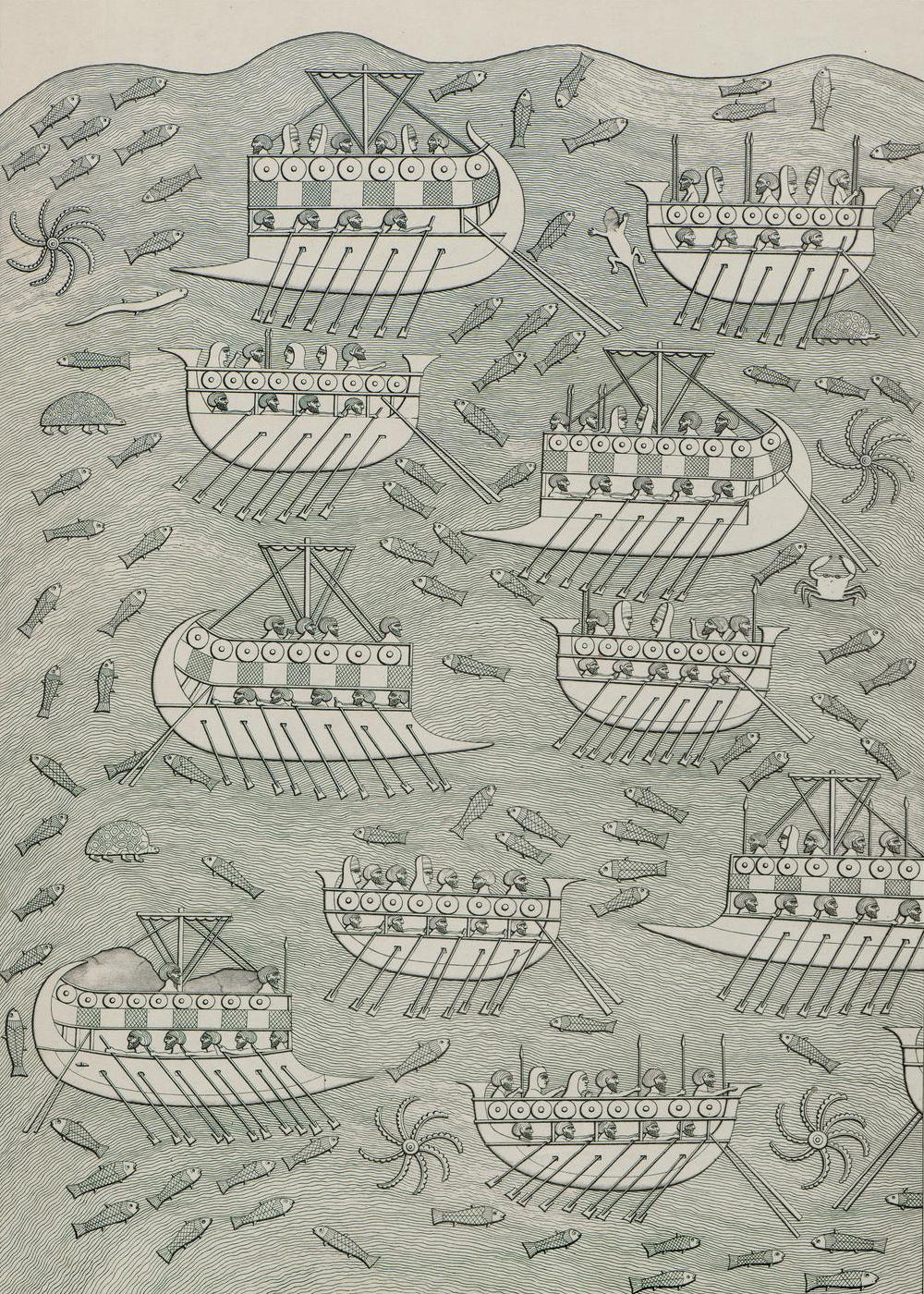
Финикийские военные и торговые корабли. Рельеф из царского дворца в Ниневии.

После смерти Саргона II правителей царств Финикии и Леванта снова охватили мятежные настроения. В 704 году до н. э. многие из местных властителей отказались платить дань новому ассирийскому царю Синаххерибу. В надписи на Призме Синаххериба сообщается, что среди мятежников были царь Элулай, правитель Иудейского царства Езекия, цари Библа Урумилк I, Арвада Абдэл, Ашкелона Сидкия, Цумура Менахем и Ашдода Митинти. Также известно, что помощь им оказывали египетский фараон и правители княжеств Аравии. О том, участвовали в восстании царь Аммона Буду-илу, царь Моава Камусу-надби и царь Эдома Айарам, сообщаются различные сведения. Одновременно против Синаххериба восстал царь Вавилонии Мардук-апла-иддин II, поддерживаемый эламитами.
Пока ассирийцы подавляли мятеж в Вавилонии, Элулай принимал меры для обеспечения обороны своих владений от ожидавшегося вторжения войска Синаххериба. Однако когда возглавляемое Синаххерибом войско в 701 году до н. э. прибыло в Финикию, в сражении при Альтаку (около Экрона) мятежники и их египетские и аравийские союзники потерпели поражение. Согласно ассирийским источникам, были пленены 208 000 мятежников, но, вероятно, эти цифры значительно завышены. Ассирийская армия осадила Иерусалим, и вслед за тем коалиция мятежников распалась. Опасаясь повторить судьбу нескольких мятежных правителей, казнённых по приказу Синаххериба, Элулай отплыл из Тира в Китион.
Не известно, какой ценой тирцы смогли добиться у Салманасара V прощения: цари Урумилк I, Абдэл и некоторые другие участники мятежа умилостивили ассирийского монарха выплатой дани сразу за четыре года. Известно только, что в наказание за участие в мятеже у тирского царя были отняты Сидон (здесь новым правителем стал Итобаал) и Акко. Таким образом был положен конец существованию Тиро-Сидонского царства, первые свидетельства о котором относятся к IX веку до н. э. С тех пор владения правителей Тира ограничивались только самим городом и его заморскими колониям.

### Последние годы
О дальнейшей судьбе Элулая достоверных сведений не сохранилось. По данным одних ассирийских источников, он умер в Китионе вскоре после поражения от Синаххериба. В других надписях утверждается, что Элулай был схвачен на Кипре своими врагами и доставлен ко двору ассирийского монарха. Однако по свидетельству Иосифа Флавия царь Элулай правил тридцать шесть лет. Это позволяет предполагать, что властитель Тира мог скончаться значительно позднее 701 года до н. э. В качестве возможной даты смерти Элулая называют период с 698 по 693 год до н. э. включительно.
После Элулая Тиром управляли монархи, находившиеся под контролем ассирийских чиновников. Неизвестно точно, кто был непосредственным преемником Элулая на престоле. По мнению некоторых историков, это был царь Итобаал. Его иногда отождествляют с одноимённым сидонским царём, но такая идентификация сомнительна. Следующим после Элулая достоверно известным правителем Тира был Баал I, деятельность которого датируется 670-ми годами до н. э.

## Комментарии
1. ↑  В «Иудейских древностях» Иосифа Флавия ошибочно назван Пием (др.-греч. Πύας)[1].
2. ↑  Во дворце Синаххериба в Ниневии находился рельеф, изображавший отплытие Элулая на Кипр. Рельеф ныне утерян и известен только по зарисовкам. По типу корабля, на котором Элулай отправился в плавание, предполагается, что это могло быть судно из Тартесса[23].